# Jean-Pierre Haigneré
Jean-Pierre Haigneré (Paris, 19 de maio de 1948) foi um cosmonauta francês, participante de duas missões na estação espacial russa Mir.
Nasceu em Paris e entrou para a Força Aérea Francesa, onde tornou-se piloto de jatos de combate. Em 1985 foi selecionado pela Agência Espacial Francesa para o corpo de cosmonautas, participando em dois voos à Mir nos anos 1990. A primeira delas, a Mir-Altair, uma missão conjunta da Roskosmos com o CNES, para a qual foi transportado na nave Soyuz TM-17, durou 196 dias em órbita realizando experiências científicas.
Seu segundo voo foi lançado em 1 de fevereiro de 1999, na Soyuz TM-29, onde novamente foi transportado até à Mir, numa tripulação internacional composta do russo Viktor Afanasyev e do eslovaco Ivan Bella.
Foi casado com a política e ex-cosmonauta Claudie Haigneré, com quem tem três filhos. Além de seu trabalho atual na Agência Espacial Européia, ele também participa de uma iniciativa europeia de turismo espacial, o Astronaute Club Européen.